# Buckman
|  | Per a altres significats, vegeu «Rosina Buckman». |

Buckman és una població del Comtat de Morrison a l'estat de Minnesota (Estats Units d'Amèrica).

## Demografia
Segons el cens dels Estats Units del 2000, Buckman tenia 208 habitants, 73 habitatges, i 57 famílies. La densitat de població era de 78 habitants per km².
Dels 73 habitatges en un 45,2% hi vivien nens de menys de 18 anys, en un 60,3% hi vivien parelles casades, en un 9,6% dones solteres, i en un 21,9% no eren unitats familiars. En el 20,5% dels habitatges hi vivien persones soles el 12,3% de les quals corresponia a persones de 65 anys o més que vivien soles. El nombre mitjà de persones vivint en cada habitatge era de 2,85 i el nombre mitjà de persones que vivien en cada família era de 3,26.
Per edats la població es repartia de la següent manera: un 30,3% tenia menys de 18 anys, un 13% entre 18 i 24, un 30,8% entre 25 i 44, un 11,1% de 45 a 60 i un 14,9% 65 anys o més.
L'edat mediana era de 28 anys. Per cada 100 dones de 18 o més anys hi havia 116,4 homes.
La renda mediana per habitatge era de 32.500 $ i la renda mediana per família de 44.583 $. Els homes tenien una renda mediana de 27.500 $ mentre que les dones 22.857 $. La renda per capita de la població era de 13.700 $. Entorn del 3,9% de les famílies i el 6,9% de la població estaven per davall del llindar de pobresa.

## Poblacions properes
El següent diagrama mostra les poblacions més properes.